# Estadio Municipal Nelson Valenzuela Rojas
El Estadio Municipal Nelson Valenzuela Rojas de Parral, también conocido como Estadio Fiscal de Parral es un estadio ubicado en la ciudad de Parral, Región del Maule, Chile. Es usado mayormente para la realización de partidos de fútbol. También cuenta con pista atlética donde se realizan otros deportes como atletismo, salto largo y también practica de Rugby. Fue remodelado el año 2022 y cuenta con una capacidad para 2000 a 3000 espectadores.
Es utilizado por el club Buenos Aires de Parral, actualmente en la Tercera División B de Chile.
Se encuentra ubicado en la Avenida Dos Sur altura del 900